# بخش تریمبل (شهرستان آتن، اوهایو)
بخش تریمبل (به انگلیسی: Trimble Township) یک منطقهٔ مسکونی در ایالات متحده آمریکا است که در شهرستان آتن، اوهایو واقع شده‌است.
 بخش تریمبل ۹۷٫۰ کیلومتر مربع مساحت و ۴٬۴۸۰ نفر جمعیت دارد و ۲۰۷ متر بالاتر از سطح دریا واقع شده‌است.